# Myriangiales
Myriangiales is een orde van Dothideomycetes uit de subklasse Dothideomycetidae. Het typegeslacht is Myriangium.
Tot deze orde behoren membraanachtige structuren die zich bevinden in organen van dieren en planten. Meestal zijn ze gegroepeerd in een soort netwerk met verschillende niveaus. Er zijn ongeveer 100 soorten.

## Taxonomie
De taxonomische indeling van Myriangiales is als volgt:
Orde: Myriangiales
- Familie: Cookellaceae
- Familie: Elsinoaceae
- Familie: Myriangiaceae